# 米特拉克
米特拉克（法語：Mittlach，发音：[mitlak] 或 [mitlax]）是法国上莱茵省的一个市镇，属于科尔马-里博维莱区（Colmar-Ribeauvillé）温策奈姆县（Wintzenheim）。该市镇总面积11.39平方公里，2009年时的人口为323人。

## 人口
米特拉克人口变化图示